# Stygnus simonis
Stygnus simonis – gatunek kosarza z podrzędu Laniatores i rodziny Stygnidae.

## Występowanie
Gatunek wykazany z Peru.